# Noyelles-lès-Seclin
Pour les articles homonymes, voir Noyelles.
Noyelles-lès-Seclin est une commune française située dans le département du Nord, en région Hauts-de-France. Elle fait partie de la Métropole européenne de Lille.

## Géographie
Noyelles-lès-Seclin est un village situé au sud de Lille (8 km), près de Wattignies, localisé dans le pays du Mélantois en Flandre romane. Une des particularités de Noyelles-lès-Seclin est qu'une partie très importante de la zone industrielle dite de Lille-Seclin est en réalité sur son terrain communal (70 hectares sur 170).

### Communes limitrophes
| Emmerin          |                     | Wattignies |
| Houplin-Ancoisne | Noyelles-lès-Seclin |            |
|                  |                     | Seclin     |

### Hydrographie

#### Réseau hydrographique
La commune est située dans le bassin Artois-Picardie. Elle est drainée par la Becque et un autre petit cours d'eau,.

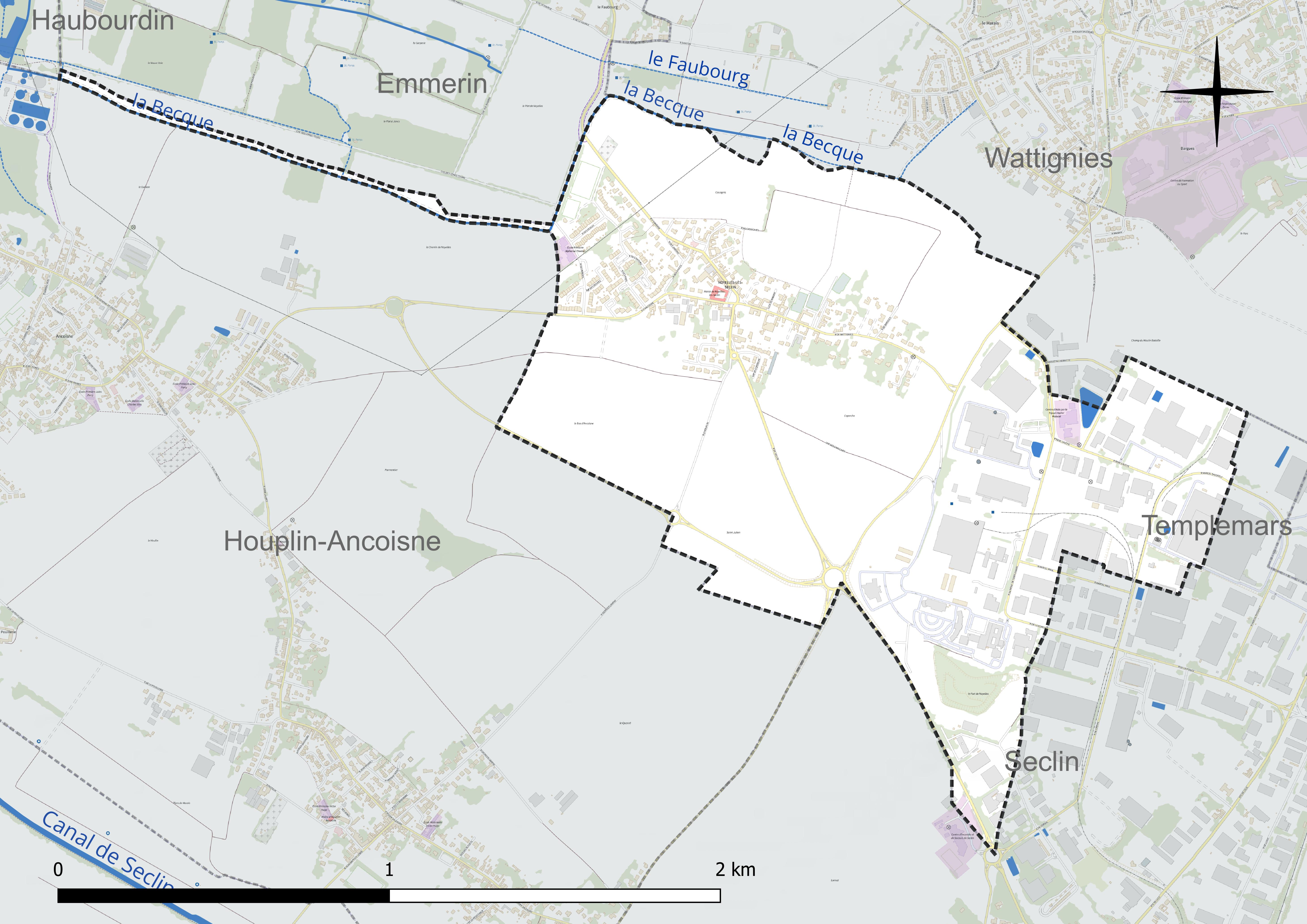
Réseau hydrographique de Noyelles-lès-Seclin.

#### Gestion et qualité des eaux
Le territoire communal est couvert par le schéma d'aménagement et de gestion des eaux (SAGE) « Marque Deûle ». Ce document de planification concerne un territoire de 1 120 km2 de superficie, délimité par les bassins versants de la Marque et de la Deûle, formant une vaste cuvette sédimentaire de 40 km de long et de 25 km de large, où la pente est très faible. Le périmètre a été arrêté le 2 décembre 2005 et le SAGE proprement dit a été approuvé le 9 mars 2020. La structure porteuse de l'élaboration et de la mise en œuvre est la Métropole européenne de Lille. 
La qualité des cours d'eau peut être consultée sur un site dédié géré par les agences de l'eau et l'Agence française pour la biodiversité. 

### Climat
Pour des articles plus généraux, voir Climat des Hauts-de-France et Climat du Nord.
En 2010, le climat de la commune est de type climat océanique dégradé des plaines du Centre et du Nord, selon une étude du CNRS s'appuyant sur une série de données couvrant la période 1971-2000. En 2020, Météo-France publie une typologie des climats de la France métropolitaine dans laquelle la commune est exposée à un climat océanique et est dans la région climatique  Nord-est du bassin Parisien, caractérisée par un ensoleillement médiocre, une pluviométrie moyenne régulièrement répartie au cours de l'année et un hiver froid (3 °C). 
Pour la période 1971-2000, la température annuelle moyenne est de 10,6 °C, avec une amplitude thermique annuelle de 14,5 °C. Le cumul annuel moyen de précipitations est de 680 mm, avec 11,5 jours de précipitations en janvier et 8,7 jours en juillet. Pour la période 1991-2020, la température moyenne annuelle observée sur la station météorologique la plus proche, située sur la commune de Lesquin à 7 km à vol d'oiseau, est de 11,3 °C et le cumul annuel moyen de précipitations est de 740,0 mm,. Pour l'avenir, les paramètres climatiques de la commune estimés pour 2050 selon différents scénarios d'émission de gaz à effet de serre sont consultables sur un site dédié publié par Météo-France en novembre 2022.

## Urbanisme

### Typologie
Au 1er janvier 2024, Noyelles-lès-Seclin est catégorisée ceinture urbaine, selon la nouvelle grille communale de densité à sept niveaux définie par l'Insee en 2022.
Elle appartient à l'unité urbaine de Lille (partie française), une agglomération internationale regroupant 60  communes, dont elle est une commune de la banlieue,,. Par ailleurs la commune fait partie de l'aire d'attraction de Lille (partie française), dont elle est une commune de la couronne,. Cette aire, qui regroupe 201 communes, est catégorisée dans les aires de 700 000 habitants ou plus (hors Paris),.

### Occupation des sols
L'occupation des sols de la commune, telle qu'elle ressort de la base de données européenne d'occupation biophysique des sols Corine Land Cover (CLC), est marquée par l'importance des territoires agricoles (54,2 % en 2018), en diminution par rapport à 1990 (64,5 %). La répartition détaillée en 2018 est la suivante : 
terres arables (54,2 %), zones industrielles ou commerciales et réseaux de communication (31,3 %), zones urbanisées (14,5 %). L'évolution de l'occupation des sols de la commune et de ses infrastructures peut être observée sur les différentes représentations cartographiques du territoire : la carte de Cassini (XVIIIe siècle), la carte d'état-major (1820-1866) et les cartes ou photos aériennes de l'IGN pour la période actuelle (1950 à aujourd'hui).

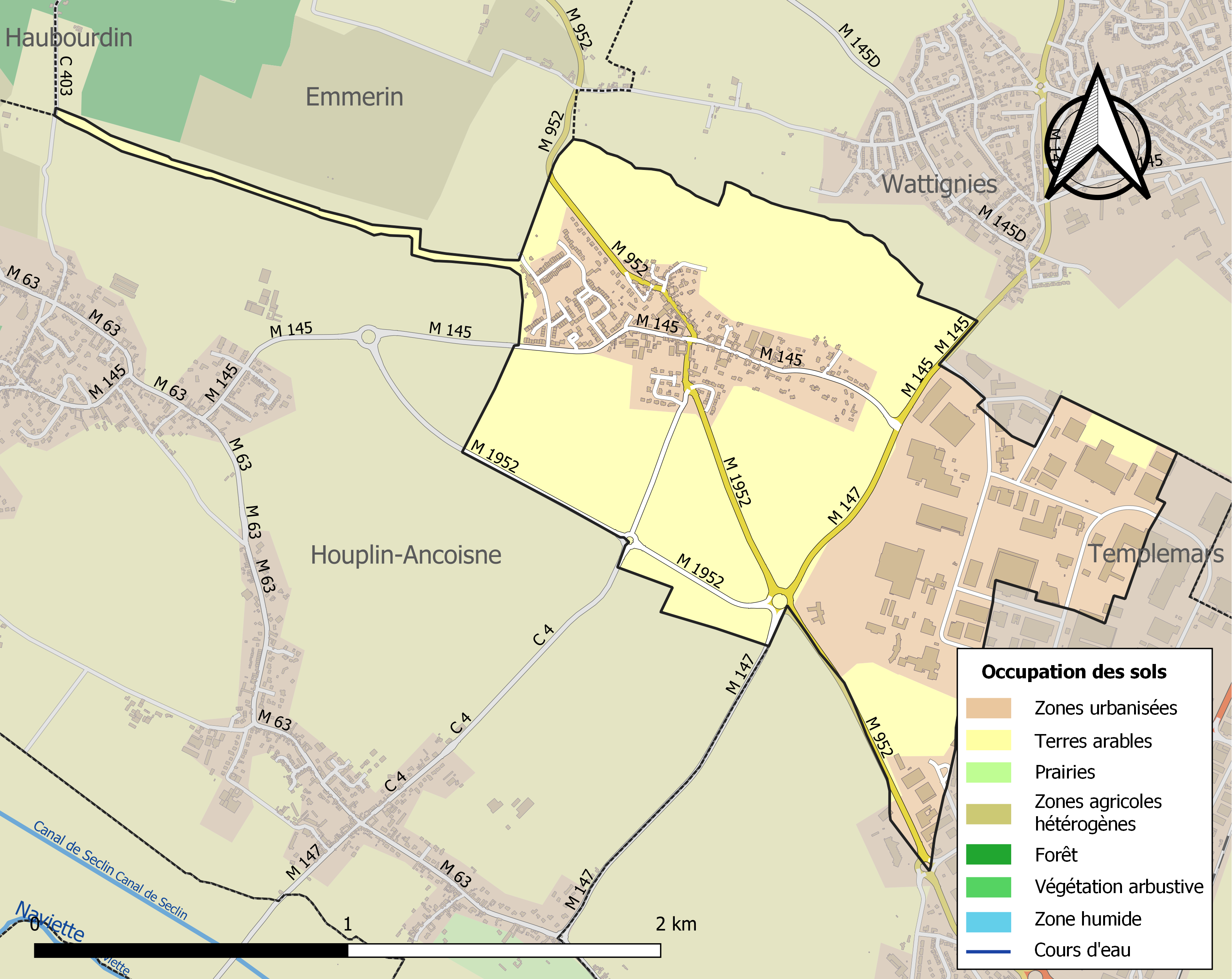
Carte des infrastructures et de l'occupation des sols de la commune en 2018 (CLC).

### Voies de communication et transports
La commune est desservie, en 2023, par la Liane 92, les lignes 912, 927 et les lignes de transport à la demande 21R et 70R du réseau Ilévia. Elle est également desservie par les lignes 879 et 882 du réseau interurbain Arc-en-Ciel 2.

## Toponymie
Latinisé en Nigella au IXe, sur la base de l'homonyme nielle. Toponyme gaulois composé de *novio, latinisé en Nigella au IXe et Xe siècles (« neuf, nouveau » → voir Noyon) et *ialo- (« clairière, lieu défriché, essart » → voir Neuilly et Noailles). Le toponyme se rencontre principalement dans la France du Nord (Nord-Pas-de-Calais et Picardie, Normandie, Bretagne) et dérive du celtique Nigella, qui désigne une « dépression humide entre les dunes », un « lieu marécageux »

## Histoire

### Époque romaine
Le long de la route de Noyelles à Seclin, des taches noires repérées lors de travaux d'élargissement ont été soigneusement fouillées. A côté d'une petite fosse dépotoir, la structure d'un four de potier a été dégagée. Le matériel découvert autorisait une datation du Bas-Empire.
À la fin du siècle dernier, une pièce romaine a été découverte en bordure de champ dans le même secteur. En bronze, à l'effigie de Faustine-la-jeune, femme de l'empereur Marc-Aurèle et fille de l'impératrice Faustine, elle avait la valeur d'un as.
Mais à l'occasion de l'agrandissement des locaux de l'entreprise ATOS, de nouvelles et vastes fouilles ont été entreprises. Une première découverte, celle d'une statuette du dieu Mercure, a autorisé la poursuite des recherches par l'Inrap. Noyelles  est une agglomération  gallo-romaine qui s'est implantée dès le Ier siècle de notre ère, le long de la voie romaine allant de Bavay à Cassel, au lieu-dit "La Pointe".

### Avant 1789
Avant la Révolution française, Noyelles-les-Seclin était le siège d'une seigneurie. Une famille possédant la seigneurie à partir du XVIIe siècle, la famille Du Chambge, a profondément marqué la commune : Noyelles a repris comme armoiries les armes de cette famille. L'église du village renferme dans le chœur, sous le dallage actuel, les corps des seigneurs de Noyelles, dont des membres de cette famille. Celle-ci est à l'origine de l'ancien hôtel échevinal, classé monument historique. Le géant de la commune porte les prénoms du dernier du Chambge, seigneur de Noyelles.
Josse-Alexandre Obert (1659-1698), chevalier, est seigneur de Copiémont, Noyelles . Fils de Jean-Baptiste, chevalier, et d'Anne-Marie Françoise du Chastel, il est baptisé à Lille le 16 février 1659. Il devient bourgeois de Lille le 24 septembre 1698, capitaine au régiment de Navarre, major au régiment de Solre-infanterie et meurt à Lille le 21 novembre 1698. Il est enterré à Noyelles. Il prend pour femme à Lille le 2 février 1693 Marie-Catherine Du Chambge (1655-1739). Fille de Séraphin, bourgeois de Lille, chevalier, mayeur et rewart (chargé du maintien de l'ordre) de Lille, et de Jossine Van den Berghe, sa deuxième femme, elle est baptisée à Lille le 30 avril 1655 et y meurt le 19 août 1739, à 84 ans, inhumée à Noyelles. L'épouse inaugure la lignée des Du Chambge sur Noyelles (voir ci-dessous section Personnalités liées à la commune).
En mai 1772, par lettres patentes signées par Louis XV, la seigneurie de Noyelles a été érigée en baronnie au bénéfice de Louis Séraphin du Chambge de Noyelles.
D'août à octobre 1708, Noyelles fut le théâtre, avec Wattignies et Templemars, de la bataille perdue pour le dégagement du siège de Lille.
Le 1er duc de Malborough, en liaison avec les troupes Austro-Prussiennes du prince Eugène, assiégeait alors les deux grandes villes des Flandres : Lille et Audenarde (Belgique). Pour Lille, la plus grande et la plus difficile à prendre (fortifications récentes de Vauban), le siège était constitué d'un double cordon de défense : un cordon pour entourer Lille et un cordon plus grand pour empêcher le dégagement par les troupes Françaises venues du Sud. Les lignes de siège s'appuyaient sur les rivières. La partie la plus exposée couvrait un arc de cercle centré sur Wattignies et Noyelles. La bataille fut observée par le camp français au sud depuis le moulin de Noyelles. Le lieu-dit s'appelle Moulin du champ de bataille et Wattignies fut surnommée en 1800 "Wattignies la défaite" par contraste à Wattignies-la-Victoire (près de Maubeuge en 1793). Cette bataille fut décisive pour la suite des opérations anglaises sur le continent, celles qui conduisirent au traité d'Utrecht en 1713 (2 ans avant la mort de Louis XIV) qui déclenchera les premières pertes françaises au Canada.

### Seconde Guerre mondiale
En septembre 1944, Noyelles connut son heure de gloire lors de l'avancée des troupes alliées vers la Belgique et la Hollande. En effet, le village connaitra la seule et dernière opération défensive des Allemands pour tenter de freiner la progression des troupes angloaméricaines.
Le 2 septembre, une compagnie SS oblige les soldats de la Wehrmacht à quitter le fort de Seclin, trop exposé, pour créer une position d'artillerie dans le lieu-dit « bois d'Emmerin ». Protégés par des arbres, les Allemands concentrent leurs canons et leurs munitions au milieu du bois, en tournant les canons vers le sud.
Le 4 septembre les chars britanniques font leur apparition, venant de Seclin. Un 1er char « Shermann » traverse Noyelles et se déplace vers Ancoisne. Après 3 virages, le char est touché par un des canons cachés. Le char brûle puis explose avec ses trois servants.
Un 2e char traverse Noyelles et suit la même direction que le 1er. Il tombe lui aussi dans l'embuscade au 2e virage.
Un 3e char se présente, toujours sur la même route.
Tous les villageois de Noyelles sont alors terrés dans les caves, le village étant sous couvre-feu permanent.
Un habitant du village, officier d'artillerie, voit le désastre par la lucarne du château blanc. Commandant d'une batterie de canons de 75 pendant la campagne de mai-juin 1940, il est prisonnier jusqu'en octobre 1941. Il fait partie des premiers officiers français libérés des camps allemands en tant qu'ingénieur en chef d'une usine de Lille. Son expérience lui permet de comprendre la tactique des artilleurs allemands. Malgré le couvre-feu, il sort de chez lui pour intercepter le 3e char qui va vers une mort certaine.
Parlant couramment l'anglais grâce à son métier d'ingénieur dans les Indes Britanniques, il explique la situation au chef de char qui appelle aussitôt son officier dans un 4e char.
Le contact est établi malgré la surveillance du village par les SS qui attendent leur prochain « client ». L'officier britannique monte alors au dernier étage du château blanc. Il prend la peine d'enlever sa casquette (repérage jumelles) et découvre la position cachée des Allemands.
L'officier français lui indique que le meilleur angle de tir se trouve derrière l'église de Noyelles. Le 3e char recule et revient sur la place pour cette fois avancer très lentement jusque derrière l'église. Le servant prend l'angle de tir vers la position allemande et vide toutes ses réserves d'obus sur la cible qui est vite anéantie. Les obus britanniques déclenchent une réaction en chaîne sur les réserves de munitions allemandes qui sautent. La panique s'empare de la position. Les SS ne parviennent plus à maîtriser la situation. Ils s'enfuient à travers champs pour rejoindre le fort de Seclin.
Les Britanniques ont ordre de reprendre leur route vers Lille et la Belgique. L'officier français demande instamment que les chars restent la nuit à Noyelles car il suppose que les Allemands ont compris qu'un habitant de Noyelles avait renseigné les Anglais sur leur position cachée. Après une demande au QG, l'autorisation de rester pour la nuit est donnée. Les habitants du village sont alors mobilisés pour creuser une tranchée dans le village au cas où les Allemands tenteraient une sortie.
La nuit passe et rien ne bouge. Au matin les britanniques (régiments irlandais) approchent le bois d'Emmerin pour découvrir que les Allemands ont abandonné leur position. Dans une grange, on trouvera les corps des SS qui après s'être saoulés se sont donné la mort à l'aide d'une grenade.

## Politique et administration

La métropole européenne de Lille dans le département du Nord.

### Rattachements administratifs et électoraux
La commune se trouve dans l'arrondissement de Lille du département du Nord. Pour l'élection des députés, elle fait partie de la cinquième circonscription du Nord.
Elle faisait partie depuis 1793 du canton de Seclin. Celui-ci a été scindé en 1993 et la commune a été rattachée au canton de Seclin-Nord. Dans le cadre du redécoupage cantonal de 2014 en France, elle est désormais intégrée au canton de Faches-Thumesnil.

### Intercommunalité
La commune a été intégrée dans la communauté urbaine de Lille (CUDL) lors de sa création en 1968. Celle-ci, qui avait pris le nom de Lille Métropole Communauté urbaine (LMCU), se transforme et devient la métropole européenne de Lille (MEL) le 1er janvier 2015. La commune en est toujours membre.

### Liste des maires
Maire en 1802-1803 : X. J. Lhermite.

Maire en 1881 : Debuchy.
| Période                                  | Période                         | Identité           | Étiquette | Qualité                                                                                  |
| ---------------------------------------- | ------------------------------- | ------------------ | --------- | ---------------------------------------------------------------------------------------- |
| Les données manquantes sont à compléter. |                                 |                    |           |                                                                                          |
| avril 1965                               | mars 1977                       | Raymond Delos      | SE        | Agriculteur                                                                              |
| mars 1997                                | octobre 1984                    | Alexandre Gratte   |           | Décédé en fonction                                                                       |
| décembre 1984                            | mars 2008                       | Alain Dusausoy     | SE        | Cadre retraité à La Poste                                                                |
| mars 2008                                | avril 2014                      | Michel Demersseman | SE        | Cadre retraité de l'Education Nationale                                                  |
| avril 2014,                              | juin 2017,                      | Alain Dusausoy     | SE        | Cadre retraité de La Poste Vice-président du SIVOM de Seclin[Quand ?] Décédé en fonction |
| septembre 2017,                          | En cours (au 19 septembre 2017) | Henri Lenfant      | SE        | Cadre retraité dans la vente à distance                                                  |

### Budget et finances locales
Disposant d'un budget annuel de trois millions d'euros (en 2009), la municipalité noyelloise a pour bâtiments : la Mairie, l'Espace Jules-Caulier, le Centre d'Animation Municipal (CAM), l'école Alphonse Theeten, la Maison des associations, l'église Saint Martin et l'Hôtel échevinal[réf. nécessaire].

### Labels
En 2011, la commune de Noyelles-lès-Seclin a été récompensée par le label « Ville Internet @@ ». Elle n'est plus primée en 2016.

## Population et société

### Démographie

#### Évolution démographique
L'évolution du nombre d'habitants est connue à travers les recensements de la population effectués dans la commune depuis 1793. Pour les communes de moins de 10 000 habitants, une enquête de recensement portant sur toute la population est réalisée tous les cinq ans, les populations de référence des années intermédiaires étant quant à elles estimées par interpolation ou extrapolation. Pour la commune, le premier recensement exhaustif entrant dans le cadre du nouveau dispositif a été réalisé en 2006.

En 2022, la commune comptait 839 habitants, en évolution de −4,55 % par rapport à 2016 (Nord : +0,51 %, France hors Mayotte : +2,11 %).
| 1793 | 1800 | 1806 | 1821 | 1831 | 1836 | 1841 | 1846 | 1851 |
| ---- | ---- | ---- | ---- | ---- | ---- | ---- | ---- | ---- |
| 263  | 285  | 283  | 326  | 352  | 411  | 427  | 439  | 404  |

| 1856 | 1861 | 1866 | 1872 | 1876 | 1881 | 1886 | 1891 | 1896 |
| ---- | ---- | ---- | ---- | ---- | ---- | ---- | ---- | ---- |
| 381  | 353  | 344  | 289  | 306  | 339  | 302  | 311  | 298  |

| 1901 | 1906 | 1911 | 1921 | 1926 | 1931 | 1936 | 1946 | 1954 |
| ---- | ---- | ---- | ---- | ---- | ---- | ---- | ---- | ---- |
| 303  | 271  | 267  | 271  | 301  | 309  | 302  | 308  | 328  |

| 1962 | 1968 | 1975 | 1982  | 1990  | 1999 | 2006 | 2011 | 2016 |
| ---- | ---- | ---- | ----- | ----- | ---- | ---- | ---- | ---- |
| 318  | 306  | 358  | 1 035 | 1 011 | 846  | 893  | 871  | 879  |

| 2021 | 2022 | - | - | - | - | - | - | - |
| ---- | ---- | - | - | - | - | - | - | - |
| 845  | 839  | - | - | - | - | - | - | - |

#### Pyramide des âges
En 2018, le taux de personnes d'un âge inférieur à 30 ans s'élève à 30,7 %, soit en dessous de la moyenne départementale (39,5 %). À l'inverse, le taux de personnes d'âge supérieur à 60 ans est de 29,6 % la même année, alors qu'il est de 22,5 % au niveau départemental.
En 2018, la commune comptait 408 hommes pour 456 femmes, soit un taux de 52,78 % de femmes, légèrement supérieur au taux départemental (51,77 %).
Les pyramides des âges de la commune et du département s'établissent comme suit.
| Hommes | Classe d’âge | Femmes |
| ------ | ------------ | ------ |
| 0,0    | 90 ou +      | 1,1    |
| 4,7    | 75-89 ans    | 6,5    |
| 23,4   | 60-74 ans    | 23,2   |
| 22,1   | 45-59 ans    | 21,9   |
| 19,1   | 30-44 ans    | 16,5   |
| 14,0   | 15-29 ans    | 14,9   |
| 16,6   | 0-14 ans     | 15,8   |

| Hommes | Classe d’âge | Femmes |
| ------ | ------------ | ------ |
| 0,5    | 90 ou +      | 1,4    |
| 5,3    | 75-89 ans    | 8,1    |
| 14,8   | 60-74 ans    | 16,2   |
| 19,1   | 45-59 ans    | 18,4   |
| 19,5   | 30-44 ans    | 18,7   |
| 20,7   | 15-29 ans    | 19,1   |
| 20,2   | 0-14 ans     | 18     |

### Enseignement
Située au 11 rue du Marais, l'école Alphonse-Theeten se compose de classes maternelles et de classes primaires. Une chorale a été créée au sein de celle-ci. De plus, l'école se double d'une garderie périscolaire.

### Activités sportives
- Football Club Noyelles-lez-Seclin (classé Excellence UFOLEP).
- Association Jogging Passion.
- Judo-club
- Aikido Noyelles les Seclin (www.aikido-noyelles.fr)
- Tennis-club de Noyelles.

### Manifestations culturelles et festivités
- Carnaval des enfants (mars)
- Fête des allumoirs (novembre)

### Économie et industrie
Noyelles-lès-Seclin accueille plusieurs sites industriels et de recherche :
- le centre de recherches de l'entité ciment de l'entreprise Fives[40].
- l'usine Brunel Chimie (entreprise créée en 1946 à Hellemmes, installation à Noyelles en 2016 dans le site Sodemeca ex-Michelin fermé en 2009), connue par ses marques grand public (insecticides Kapo, produits d'entretien Starwax, Soluvert, Dylon)[41], 145 p.

## Culture locale et patrimoine

### Lieux et monuments

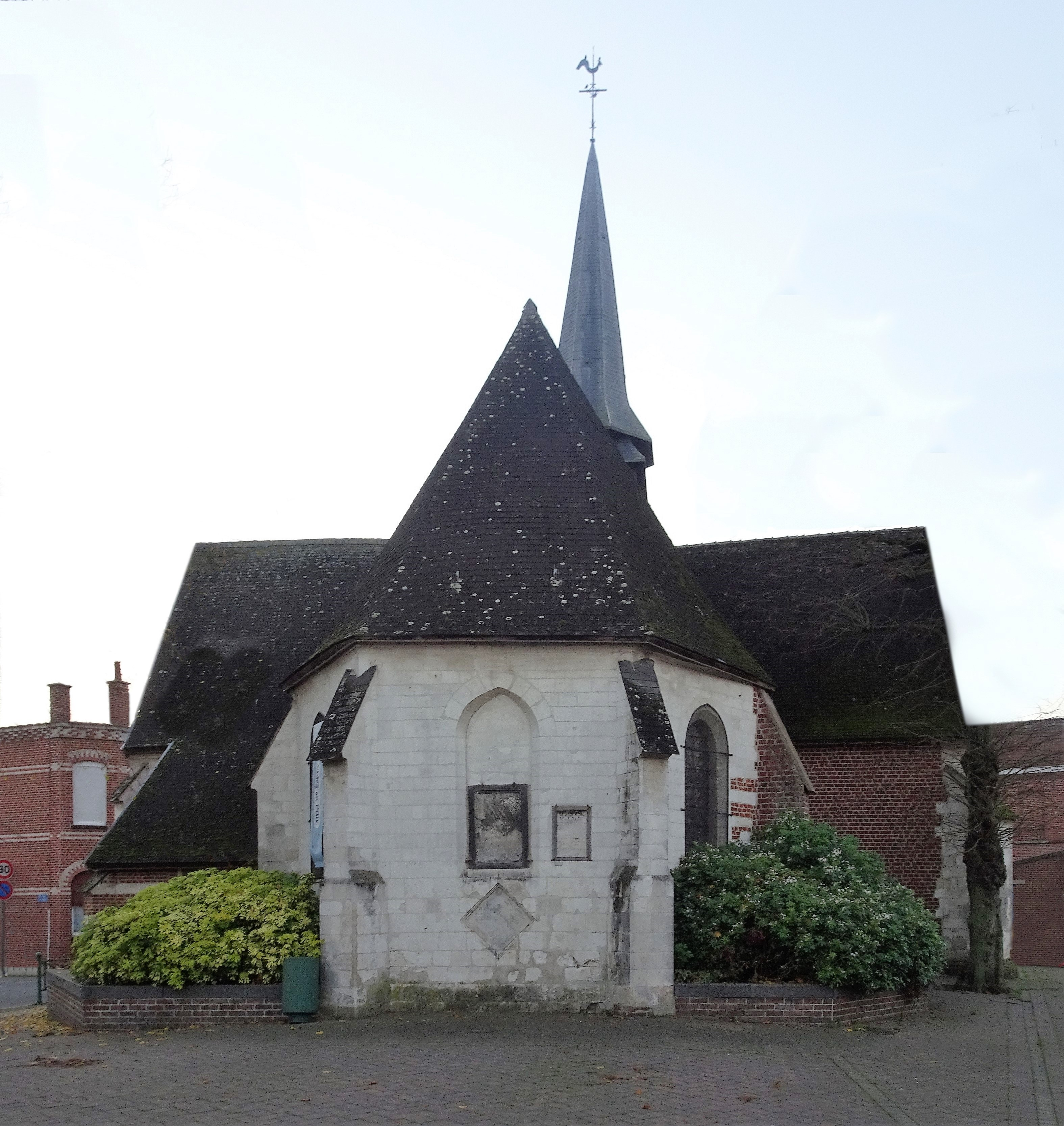
Noyelles-lès-Seclin chevet de l'église Saint-Martin

- L'église, datant au moins du XVIe siècle, a été inscrite à l'inventaire des monuments historiques en 1969[42]. Les catholiques de l'église Saint-Martin sont rattachés à la paroisse Saint-Jehan en Mélantois à l'instar des fidèles de Notre-Dame de Lourdes à Ancoisne et de ceux de l'église  Saint Martin d'Houplin.
- Chapelle Notre Dame de Lourdes (érigée en 1929, rue d'Ancoisne à la mémoire de Narcisse Laurent disparu le 25 septembre 1915 à la Butte du Mesnil dans la Marne)
- Statue de Notre Dame de Fatima, à la suite d'un vœu du curé du village.

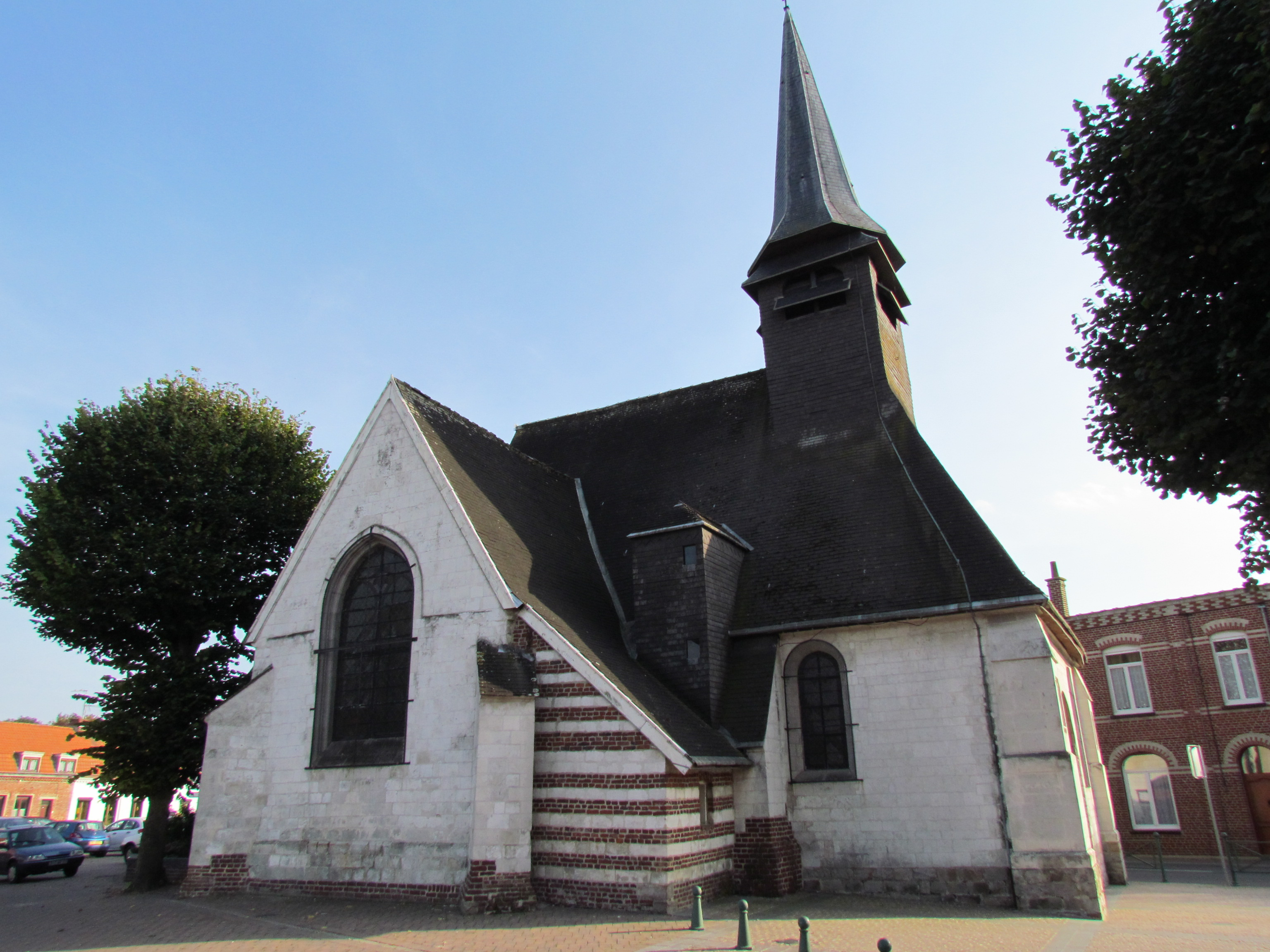
Église Saint-Martin de Noyelles-lès-Seclin
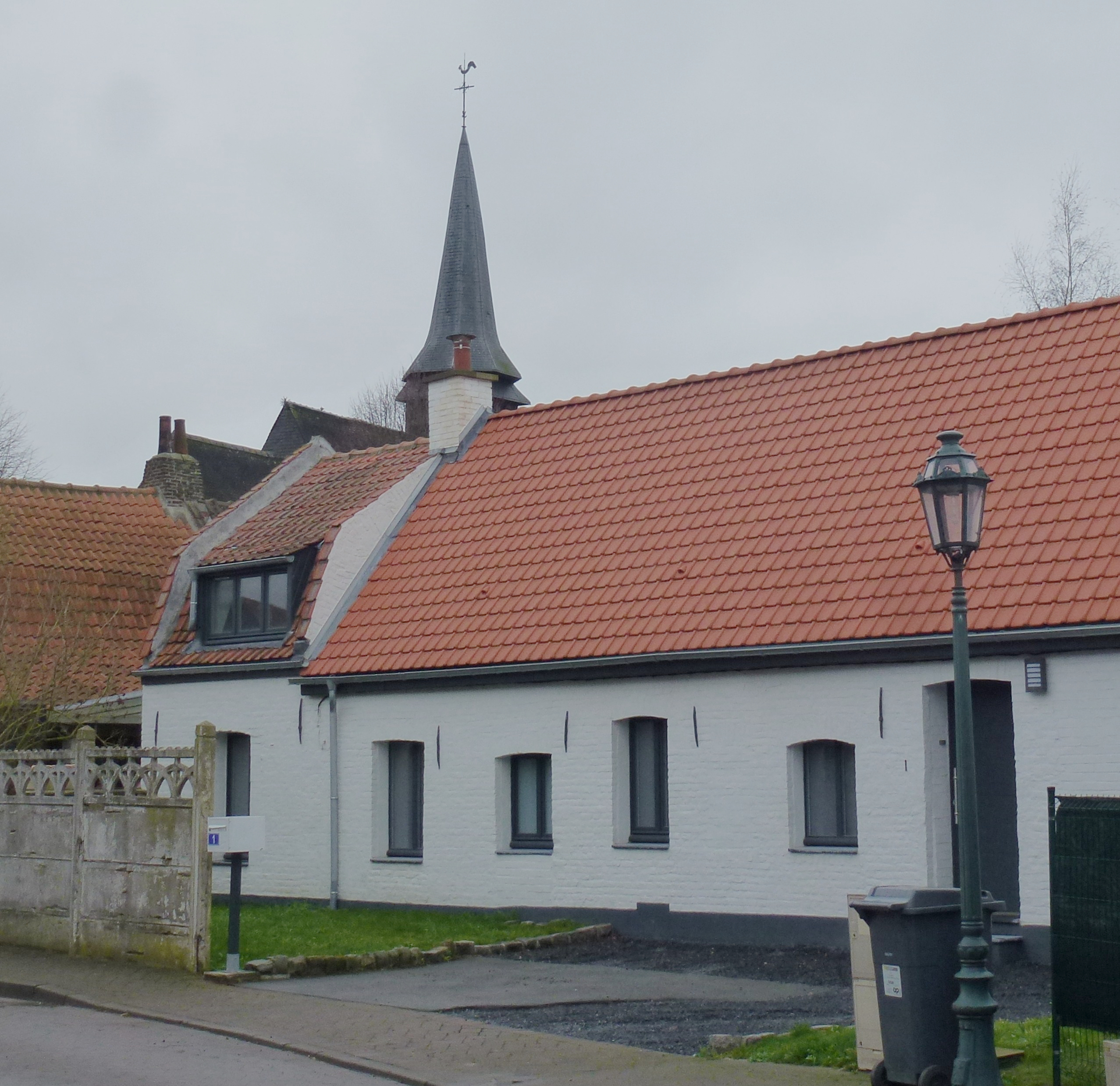
Vue du clocher de l'église Saint Martin

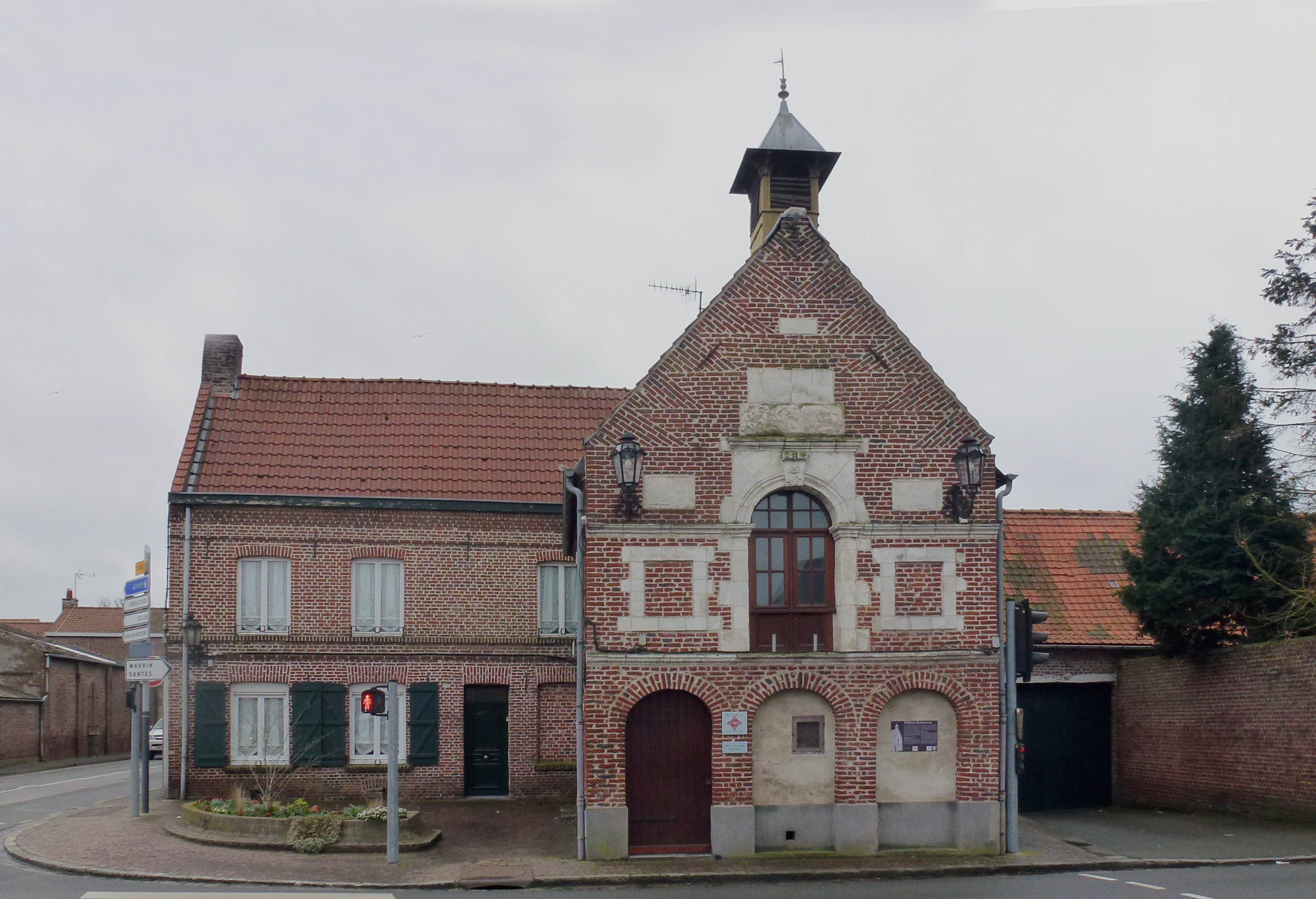
Noyelles-lès-Seclin, L'Hôtel Echevinal (1773)

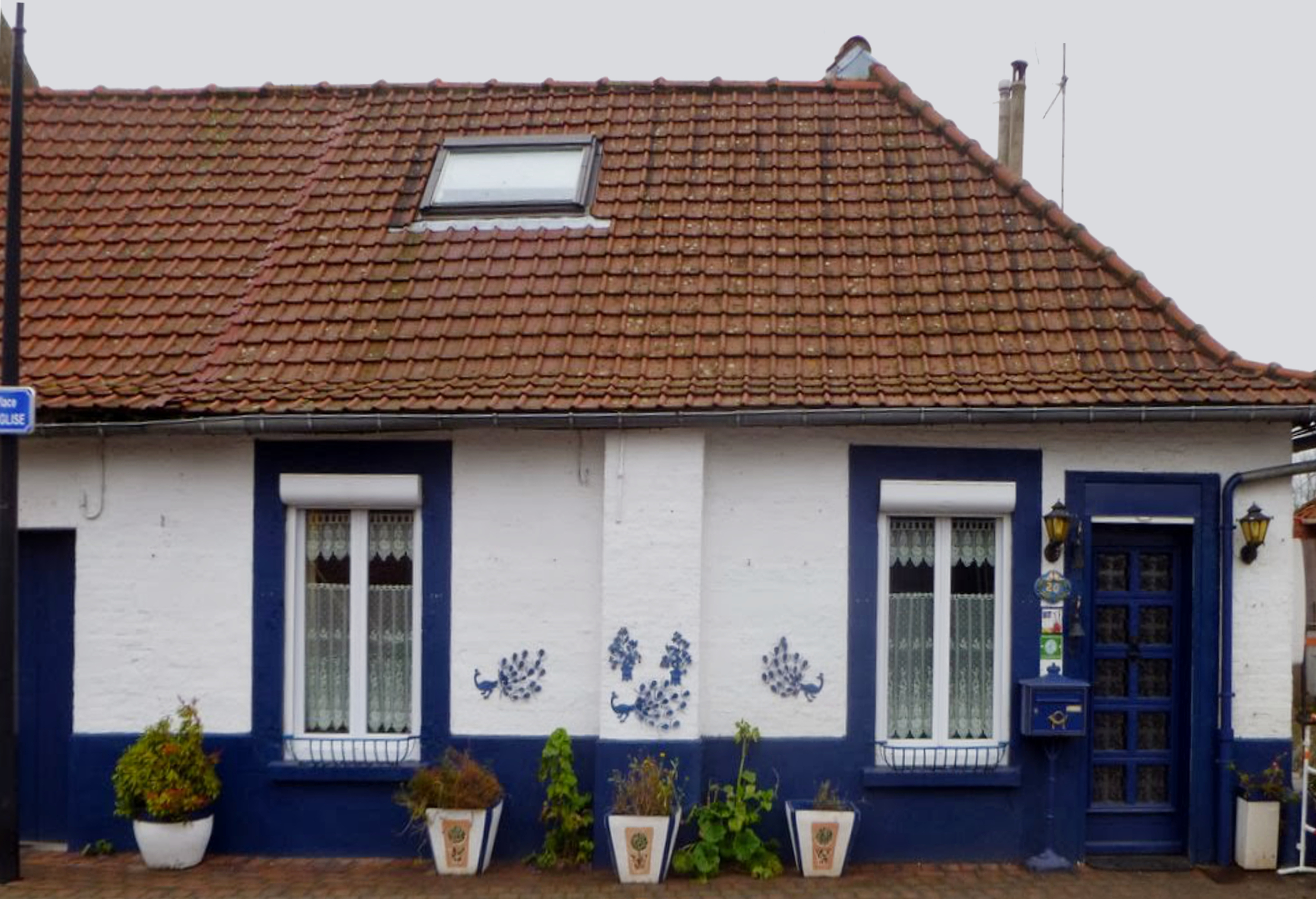
Noyelles-lès-Seclin, Maison en rouge-barre

- Hôtel échevinal (construit en 1773, il servit de mairie jusqu'en 1976), classé Monument Historique en 2013, sous le mandat de Michel Demersseman. Il est devenu le musée du village. Il abrite notamment la cloche d'alarme réclamée par les habitants et achetée par le seigneur du village à condition que les villageois achetassent la corde. La cloche comporte en moulure l'inscription suivante : « CETTE CLOCHE APPARTINT A MESSISRE LOUIS-SERAPHIN DU CHAMBGE CHEVALIRE BARON DE NOYELLES SEGNEUR DUDIT LIEU - 1773 ». Travaillant en creux et à l'envers, le fondeur a commis deux inversions (MESSISRE et  CHEVALIRE) et un oubli (SEGNEUR).
- Grande Ferme. Construite avant la Révolution et considérablement agrandie en 1850, elle est devenue Hôtel de Ville en 1995.
- Plusieurs fermes à cour carrée (dont la plus ancienne est devenue le restaurant Les Rois Fainéants).
- Ancienne maison d'école (située place de l'église, elle existait déjà avant la Révolution).
- Ancien presbytère (construit en 1748, il est devenu Maison des associations en 1997). Il abrite aujourd'hui la Médiathèque Louis-Séraphin, crée par l'Amicale Laïque.
- Restes (tour en briques) du moulin à l'entrée du village, près de l'emplacement d'un ancien moulin de bois. Construit en 1845 par Henri Malfait, il fut désaffecté vers 1910. Il perdit sa dernière aile en 1919.
- Fort de Noyelles (construit en 1895, il connut des combats à la Libération en 1944).
- Monument aux morts (érigé en 1924)
- Géant Louis-Séraphin, construit par les bénévoles de l'Amicale Laïque. Rare géant représenté avec ses jambes, il transporte la cloche réclamée par les villageois, dans laquelle se glisse le pousseur. Le géant prote les prénoms du dernier seigneur de Noyelles, de la famille du Chambge

### Personnalités liées à la commune

#### Les Du Chambge seigneurs de Noyelles, député, général
La famille Du Chambge a donné, outre les armes de la commune, sa devise au village. Elle est fondée sur un jeu de mots avec le nom de la famille : "Pour un mieux, Du Chambge".
L'attitude des Du Chambge pendant la Révolution française montre que leurs opinions divergeaient : certains sont restés fidèles à la monarchie et ont fait partie de l'émigration française, d'autres ont épousé les nouvelles idées et ont accompagné le nouveau régime.
- Simon-Pierre Du Chambge de Liessart (1669-1726), chevalier, est seigneur de Noyelles-les-Seclin, du Liessart (sur Béclers, du Fay (surJollain), Douay-en-Roncq, bourgeois de Lille. Né à Lille le 1er février 1669, il est le fils de Séraphin Du Chambge, plusieurs fois rewart (chargé de l'ordre) et mayeur de Lille, créé écuyer puis chevalier par le roi d'Espagne Philippe IV  le 6 octobre 1662, avec lettres du roi de France Louis XIV confirmant cette qualité  et attribuant des droits héréditaires à celle-ci pour lui et sa descendance en octobre 1673, et de Jossine Van den Berghe. Simon-Pierre est créé trésorier de France au bureau des finances de la généralité de Lille le 6 février 1693, reçu le 12 février, puis par lettres du 30 janvier 1700, nommé, moyennant versement de 36 000  florins à la famille du dernier titulaire, sur la charge de conseiller du roi en ses conseils, premier président du bureau des finances et domaines de la généralité de Lille. Il meurt à Lille le 24 juillet 1726, en laissant sa charge à son fils Charles-Eubert (1706-1777), chevalier, seigneur de Liessart et de Douay-en-Roncq. Simon-Pierre est inhumé dans les caveaux de la famille, au chœur de l'église du village de Noyelles. Il épouse le 22 janvier 1692 Marie-Christine Cardon, dame de Douay-en-Roncq, fille de Jean-Baptiste Cardon, seigneur du Fermont et de Marguerite-Françoise du Forest. Morte le 5 juin 1728, Marie-Christine Cardon est inhumée auprès de son époux[43].
- Louis-Joseph Du Chambge, écuyer, fils de Simon-Pierre, seigneur de Noyelles-lès-Seclin, des Allœux, baptisé à Lille le 10 février 1697, devient bourgeois de Lille le 31 janvier 1732  et meurt à Lille le 13 mai 1752.  Il se marie à Bruxelles le 3 février 1751 avec Isabelle-Pétronille de Corte (1703-1764), dame d'Oostkercke, dernière du nom. Fille d'Augustin et d'Isabelle-Pétronille Tassche, elle est baptisée à Bergues-Saint-Winoc le 23 juillet 1703 et  meurt à Noyelles le 20 mai 1764, est inhumée dans les caveaux de la famille du Chambge, dans le chœur de l'église de Noyelles[44]'[45].
- Louis Séraphin Du Chambge de Noyelles (1732-1794), fils de Louis-Joseph, baron de Noyelles, seigneur des Allœux, nait le 21 janvier 1732, est député de la noblesse de la Flandre wallonne puis député extraordinaire à la Cour (sans doute la Cour de France). En 1789, il est élu député de la noblesse de Lille aux États-Généraux. Il y soutient des positions monarchistes et favorables à la noblesse. L'évolution révolutionnaire de la situation ne lui convient pas et il préfère donner sa démission, considérant qu'il avait rempli le mandat à lui confié, dicté par son honneur de gentilhomme, et qu'il n'avait plus d'action à mener pour le bien de l'État. Il est remplacé à l'Assemblée nationale constituante par son cousin-germain Pierre-Joseph Du Chambge, baron d'Elbhecq, maréchal des camps et armées du roi. Ce remplaçant va se montrer beaucoup plus ouvert aux idées révolutionnaires que Louis-Séraphin. Louis-Séraphin est celui au bénéfice duquel les terres de Noyelles-lès-Seclin et des Allœux ont été réunies et érigées en baronnie sous la dénomination de baronnie de Noyelles, titre héréditaire, attribué par le roi Louis XV, par lettres données à Versailles en mai 1772. Louis-Séraphin Du Chambge meurt en émigration à Oostkercke, près de Damme, dont était originaire sa mère, le 17 janvier 1794. Il épouse le 29 septembre 1772 Béatrix du Chastel de la Howarderie, comtesse du Saint-Empire romain, fille d'Alexandre-Robert-Auguste-François, chevalier, vicomte de la Howardrie, comte du Saint-Empire romain et de Christine de Corbie[46]. Louis-Séraphin et son épouse ont eu trois filles, mortes en bas âge au château de Noyelles et enterrées dans le caveau des Du Chambge[47].
- Pierre Joseph Du Chambge d'Elbhecq général et député, est le petit-fils de Simon-Pierre du Chambge, cité ci-dessus. La chanteuse, parolière et compositrice Pauline Duchambge est la belle-fille de Pierre-Joseph[48].
- Pierre-Ernest-Joseph Du Chambge (1735-1802), fils de Louis-Joseph, frère de Louis-Séraphin, chevalier, baron de Noyelles après son frère, nait le 16 juin 1735 à Lille. Convoqué aux assemblées des nobles par ordonnance du 12 novembre 1778,  il effectue une carrière militaire : chevalier de Saint-Louis, capitaine au régiment de Picardie, puis major du 3e régiment de l'état-major provincial de Lille, il meurt en émigration à Bruges le 7 germinal an X (28 mars 1802), à 66 ans. Il épouse par contrat passé à Givet le 12 mai 1781 Marie-Catherine-Lambertine de Saint-Paul- de- Mortier (1750-1848), fille de Dominique-Antoine-Lambert, chevalier de Saint-Louis, et de Marie-Catherine-Théodore-Henrard. Née à Givet le 9 mai 1750, elle meurt à Lille le 25 décembre 1848, à 98 ans[49]'[50].
- Joseph (Joseph-Antoine-Hyacinthe) Du Chambge (1784-1852) devient baron de Noyelles à la mort de son oncle Pierre-Ernest. Il est le fils de Charles-Borromée-Emmanuel du Chambge, chevalier, seigneur de Tervestre, dit le Chevalier du Chambge, lieutenant au régiment de Picardie, capitaine au régiment de Nassau-Liegen, officier au régiment de Salm-Salm, chevalier de Saint-Louis, et de Marie-Catherine-Élisabeth Guld, et petit-fils de Louis-Joseph ci-dessus. Joseph-Antoine-Hyacinthe Ier nait le 6 septembre 1784 à Rouffach. Il sert comme lieutenant aux chasseurs à cheval, puis comme capitaine aux chasseurs de l'Ariège. Il est fait chevalier de la Légion d'honneur le 13 août 1809, chevalier de Saint-Louis le 26 octobre 1825. Il se marie le 5 septembre 1820 avec Marie-Claudine-Catherine de Mougé, née en 1789, fille de messire Xavier de Mougé, conseiller à la cour royale de Colmar,  et de Marie-Claudine de Neubeck, . Il meurt en 1852, à 68 ans[51]. Son dossier à la Légion d'Honneur montre qu'il commence sa carrière militaire le 16 vendémiaire an X (8 octobre 1801) au 13e régiment des chasseurs à cheval, à l'âge de 16 ans. Il passe les différents grades et devient lieutenant en 1814. Il effectue toutes les campagnes entre l'an XII (1803) jusqu'en 1808 à la Grande Armée,  participe en 1809 aux combats de l'armée d'Allemagne, puis en  1810 et 1814 à ceux des armées d'Espagne et de Portugal. Son acte de naissance est rédigé en latin et il signe Duchambge[52]'[53].
- Les enfants de Joseph-Antoine-Hyacinthe portent le nom de Du Chambge de Noyelles. L'un d'entre eux, Joseph-Hyacinthe Du Chambge (1830-1892), dit Du Chambge de Noyelles, se distingue par une brillante carrière militaire. Il nait à Verdun le 6 janvier 1830 où son père est en garnison[54]. Il commence sa carrière en entrant à l'École spéciale militaire de Saint-Cyr en 1848, à l'âge de 18 ans. Il finit général de brigade et commandeur de la Légion d'honneur le 11 juillet 1891 (chevalier de la Légion d'honneur en 1866 et officier en 1884). Il effectue la Campagne d'Italie en 1859-1860, la campagne d'Afrique entre 1864 et 1868,  la Guerre franco-allemande de 1870. En juillet 1891, il est admis sur sa demande et par anticipation pour raison de santé dans le cadre de réserve de l'État-major général de l'armée. Il meurt à Nice le 7 février 1892, à l'âge de 62 ans, portant le titre de baron[55]. Il épouse à Paris le 27 juin 1861 avec autorisation du Ministre de la guerre, Louise-Constance-Augustine-Cousin. Outre la légion d'honneur, il a reçu les distinctions suivantes : Médaille commémorative de la campagne d'Italie, la Médaille de la valeur militaire de Sardaigne le 20 février 1866, la médaille de Grand officier de l'ordre de Nichan Iftikhar[56].
- Pierre-Clément-Joseph-Émile Du Chambge de Noyelles (1825-1878), fils de Joseph, est baron de Noyelles-lès-Seclin. Né à Amiens le 11 mai 1825, devient secrétaire des hospices d'Angers où il meurt le 25 avril 1878, à 52 ans. Il prend pour épouse à La Flèche le 8 octobre 1864 Charlotte-Mathilde-Honorine Pivron (1838-1890), fille de Léon, professeur au Prytanée national militaire et d'Honorine-Marie-Thérèse Corneillet, dite Dupuy, Charlotte Pivron nait au Mans le 27 août 1838, devenue veuve, se remarie avec Louis-Jean-François Duvêtre et meurt à Angers  le 8 août 1890, à 51 ans[57].

### Héraldique
|  | Les armes de Noyelles-lès-Seclin se blasonnent ainsi : « D'argent au chevron de gueules, accompagné en chef de deux merlettes de sable et en pointe d'un trèfle de sinople. » |

L'ancienneté de ce lieu est constatée par un titre de l'an 825. Dans un plaid général tenu à Fives le 1er juillet de cette année, Gisle, sœur de Charles le Chauve et femme du comte Evrard donna à l'abbaye de Cysoing dont son mari était le fondateur, un manoir de 12 bonniers de terre situé à Noyelles-en-Mélantois (auj. Noyelles-lès-Seclin) (Sources :  Annuaire statistiques du dpt du Nord -Danel, 1830).
Les armes actuelles sont celles de la famille Du Chambge, derniers seigneurs du village. Cette famille avait pour devise, fondée sur un jeu de mots : « Pour un mieux, Du Chambge ».

## Pour approfondir